# William Cooper
William Cooper (1798– abril de 1864) fue un naturalista, malacólogo, y recolector estadounidense.
Cooper estudió zoología en Europa, de 1821 a 1824, y después viajó a Nueva Escocia, Kentucky, y Bahamas recolectando especímenes. A pesar de que no era un autor de sí mismo, sus ejemplares fueron de gran ayuda a los demás, como John James Audubon, Charles Lucien Bonaparte, Thomas Nuttall.
Padre de James Graham Cooper (1830–1902) médico y naturalista, famoso por propio derecho.

## Honores
- Cofundador del New York Lyceum of Natural History (luego la New York Academy of Sciences),
- Primer estadounidense miembro de la Zoological Society of London

### Eponimia
Bonaparte lo honró con Accipiter cooperii después que Cooper recogiera una muestra de la misma en 1828.

## Abreviatura (zoología)
La abreviatura Cooper  se emplea para indicar a William Cooper como autoridad en la descripción y taxonomía en zoología.

- La abreviatura «W.Cooper» se emplea para indicar a William Cooper como autoridad en la descripción y clasificación científica de los vegetales.[1]